# Bo Ihrfelt
Bo Hans Ihrfelt, född den 3 juni 1923 i Hosjö församling, Kopparbergs län, död den 1 november 2004 i Göteborg, var en svensk jurist. Han var son till Agne Ihrfelt.
Ihrfelt avlade studentexamen i Göteborg 1943 och juris kandidatexamen vid Uppsala universitet 1949. Han genomförde tingstjänstgöring i Vadsbo domsaga 1949–1952. Ihrfelt blev fiskal i Hovrätten för Västra Sverige 1952, stadsnotarie i Göteborgs rådhusrätt 1953, assessor där 1963, adjungerad ledamot i Hovrätten för Västra Sverige 1964, extra rådman i Göteborgs rådhusrätt 1969, ordinarie rådman där 1970, i Göteborgs tingsrätt 1971, och hovrättsråd i Hovrätten för Västra Sverige 1973. Han blev riddare av Nordstjärneorden 1972. Ihrfelt vilar i minneslund på Västra kyrkogården i Göteborg.